# Edwy el Bello
Edwy, apodado el Bello por su extraordinaria hermosura, nació en 941, siendo el hijo mayor de Edmundo I el Magnífico, rey de Inglaterra, y de su primera esposa, Elgiva. En inglés y algunos textos castellanos se lo denomina asimismo Eadwig y la adaptación tradicional en castellano es Eduino.
Al morir su tío, el rey Edred (23 de noviembre de 955), la nobleza lo escoge para sucederle, siendo coronado en Kingston-upon-Thames el 26 de enero de 956. Su corto reinado se vio caracterizado por las disputas con sus familiares, la nobleza y la Iglesia, encabezada por Dunstán y el arzobispo Otón de Canterbury.
Según el primer hagiógrafo de San Dunstan, que se identificó sólo como "B", la enemistad de Edwy con Dunstan comenzó el día de su coronación, cuando dejó la reunión con los nobles. Al buscarlo Dunstan, lo encuentra retozando con una dama noble llamada Ethelgiva y su hija, y se niega a volver a la reunión. Enfurecido, Dunstan toma al rey de la cintura y se lo lleva a la fuerza, obligándole a renunciar a la joven. Viendo que este acto enfureció al rey, Dunstan se refugia en su monasterio, pero, incitado por Ethelgiva, el rey le persigue y trata de capturarle. Pero Dunstan logra escapar disfrazado y huye al exilio, no volviendo al reino hasta la muerte de Edwy.
Viendo los atropellos y excesos cometidos por el rey, y apoyados por el arzobispo Otón, los reinos de Mercia y Northumbria se rebelan y eligen como su soberano al príncipe Edgar, hermano del rey (958); Edwy se enfrenta a su hermano en batalla en Gloucester, pero para evitar una guerra civil, decide pactar con él, dividiéndose el reino, conservando Edwy los reinos de Wessex y Kent, en el sur, mientras que Edgar seguiría rigiendo los reinos de Mercia y Northumbria, en el norte.
En el invierno de 956, Edwy se casó con Elgiva, descendiente del rey Etelredo I y prima suya en tercer grado, siendo este parentesco el motivo por el cual poco tiempo después el matrimonio fuera anulado por orden del Papa.
Murió en Gloucester, el 1 de octubre de 959, a los 18 años de edad, siendo sepultado en la catedral de Winchester.